# آنتون شونین
آنتون شونین (زادهٔ ۲۷ ژانویهٔ ۱۹۸۷) بازیکن فوتبال اهل کشور روسیه است.
وی برای تیم ملی روسیه ۲ بازی انجام داده و ۰ گل به ثمر رسانده‌است. پست تخصصی این بازیکن نیز، دروازه‌بان است.
وی در سال ۲۰۱۸ با مدل ویکتوریاسیکرت کیت گریگوریوا ازدواج کرد